# Stéréotype de genre
Un stéréotype de genre est un stéréotype concernant le genre.

## Description
Il existe deux types de stéréotypes de genre : descriptif et prescriptif,. Un stéréotype descriptif décrit ce que les membres du groupe font ou sont en général. Un stéréotype prescriptif décrit ce que les membres du groupe devraient faire ou être. Ainsi, « les femmes sont généralement gentilles » est un stéréotype descriptif, alors que « les femmes doivent être gentilles » est un stéréotype prescriptif.
Le contenu des stéréotypes de genre se concentre sur deux aspects : le fait que les femmes s'occupent davantage du bien-être et des autres, et le fait que les hommes sont plus assertifs et dans le contrôle. Les stéréotypes de genre sont organisés en plus de 200 sous-types,,,.

## Historique
En 1989, la Cour suprême des États-Unis prend un arrêt historique, Price Waterhouse v. Hopkins (en), dans lequel elle reconnait que les stéréotypes de genre peuvent être l’origine de discrimination basée sur le genre. 

## Développement

### Acquisition
Les enfants acquièrent la capacité de différencier visuellement les femmes des hommes entre l’âge de 3 à 12 mois,. Toutefois, n’étant pas capables de verbaliser ces différences,, ces capacités sont liées à la reconnaissance d’attributs coïncidant avec le genre, tels que les habits ou la coupe de cheveux, plutôt que la reconnaissance de caractéristiques biologiques,.

### Transmission

#### Langage
Les mots employés pour décrire les actions féminines et masculines sont différents, perpétuant les stéréotypes de genre y compris dans les cas où un individu ne s'avère pas conforme à ces stéréotypes. Ainsi, les adjectifs sont davantage utilisés pour décrire des actions conformes aux stéréotypes, tandis que des verbes d'actions sont plus employés pour accompagner les descriptions de situations qui vont à l'encontre des stéréotypes de genre, véhiculant l'idée selon laquelle il s'agit de situations qui sortent de l'ordinaire.

#### Enfance
La transmission des stéréotypes de genre s'opère au sein de la famille ainsi qu'au sein des groupes de pairs.
Le Développement des stéréotypes de genre en enfance
Pour mieux comprendre le monde qui les entoure et les stéréotypes liés au genre présents dans la société, les enfants cherchent toujours des indices leur permettant d’établir les différences. Comme l'indique Collins & Laursen (1999),  l'environnement de l'enfant ; soit ses relations en famille et en dehors de la famille constitue un des facteurs pertinent qui forge son développement. En effet, les théories cognitives notamment celle du schéma de genre l’affirment en expliquant comment les enfants cherchent les moyens de s’identifier à leur genre dans la société. Avec les indices qu’ils accumulent, les enfants deviennent alors capables de constituer des attentes envers les autres. Selon Martin et al. (2004), les enfants développent, à partir de 5 ans, une série stéréotype souvent erronée qui les aide à guider leur comportement et les impressions qu’ils forment des autres. Bjorklund, 2000, p. 361 présente un des exemples de stéréotype erroné : 
« Dans un restaurant italien, un enfant de quatre ans a remarqué que son père et un autre homme commandaient une pizza et que sa mère commandait des lasagnes. En rentrant chez lui en voiture, il a annoncé qu'il avait compris : « Les hommes mangent de la pizza et non pas les femmes. »
Le modèle développemental
Compte tenu que les jeunes enfants grandissent constamment, leurs habiletés cognitives changent également. Pour cette raison, on peut constater qu’au cours du développement, il y a une augmentation ainsi qu’une diminution dans la rigidité des croyances et des comportements stéréotypés que les enfants développent à travers la société. Selon Trautner et al., 2003, on peut distinguer un modèle de développement se composant de 3 étapes :
Les années de la petite enfance et préscolaire : les enfants apprennent les caractéristiques lies au genre
Entre 5-7 ans : les nouvelles connaissances que les enfants acquièrent se renforcent d’une manière rigide et atteigne dans ce stade leur pic de rigidité
La phase de flexibilité (7-8 ans) : les enfants commencent a présenter des croyances relativement flexibles en reconnaissant que chaque personne, peu importe son sexe, peut tout faire sans aucune restriction.
Préférences stéréotypées de genre
Au fur et à mesure que  les enfants deviennent de plus en plus conscients de ce qui les entourent, ils commencent à manifester des préférences auprès des objets liés à leur genre auxquels ils sont le plus exposés. Chez les enfants, on remarque dès le jeune âge que la couleur semble être un des facteurs importants pour classer les objets selon le genre. En effet certains chercheurs suggèrent que c' est en raison de familiarité que les enfants utilisent la couleur comme moyen indicateur de genre. Certes, lorsque les enfants commencent à prendre conscience de leur environnement, a 5 mois, on peut par exemple constater que les filles sont souvent habillées en rose avec des sucettes roses tandis que les petits garçons ont des draps ainsi que des rideaux bleues (Pomerleau, Bolduc, Malcuit, & Cossette, 1990). Alors, afin de comprendre quand est ce que les enfants commenceraient a s identifier a leur genre en démontrant des préférences envers ces couleurs, les chercheurs LoBue & DeLoache (2011) ont présenté aux filles et aux garçons des objets non genrés l’un de couleur rose et l’autre de différente couleur. Les résultats ont montré qu' avant l' âge d'1 an, les filles et les garçons n'exprimaient pas de préférences considérables à la couleur rose. Cependant, entre l'âge de 2-3ans, la préférence à la couleur rose chez les filles a augmenté et est restée élevée jusqu'à 4 ans tandis qu' un déclin significatif dans la préférence à la couleur rose chez les garçons a été observé.

## Fonctions

### Fonctions cognitives
Les stéréotypes de genre influencent le traitement et le stockage des informations concernant les individus. Les informations qui correspondent aux stéréotypes de genre sont plus rapidement traitées et plus facilement retenues que les autres.